# Pozoa
Pozoa es un género de plantas con flores perteneciente a la familia Araliaceae.  Comprende 20 especies descritas y de estas, solo 2 aceptadas.

## Taxonomía
El género fue descrito por  Mariano Lagasca y publicado en Genera et species plantarum 13. 1816. La especie tipo es: Pozoa coriacea Lag.			

## Especies seleccionadas
A continuación se brinda un listado de las especies del género Pozoa aceptadas hasta septiembre de 2012, ordenadas alfabéticamente. Para cada una se indica el nombre binomial seguido del autor, abreviado según las convenciones y usos.
- Pozoa coriacea Lag.
- Pozoa volcanica Mathias & Constance